# 薩多瓦鄉 (蘇恰瓦縣)

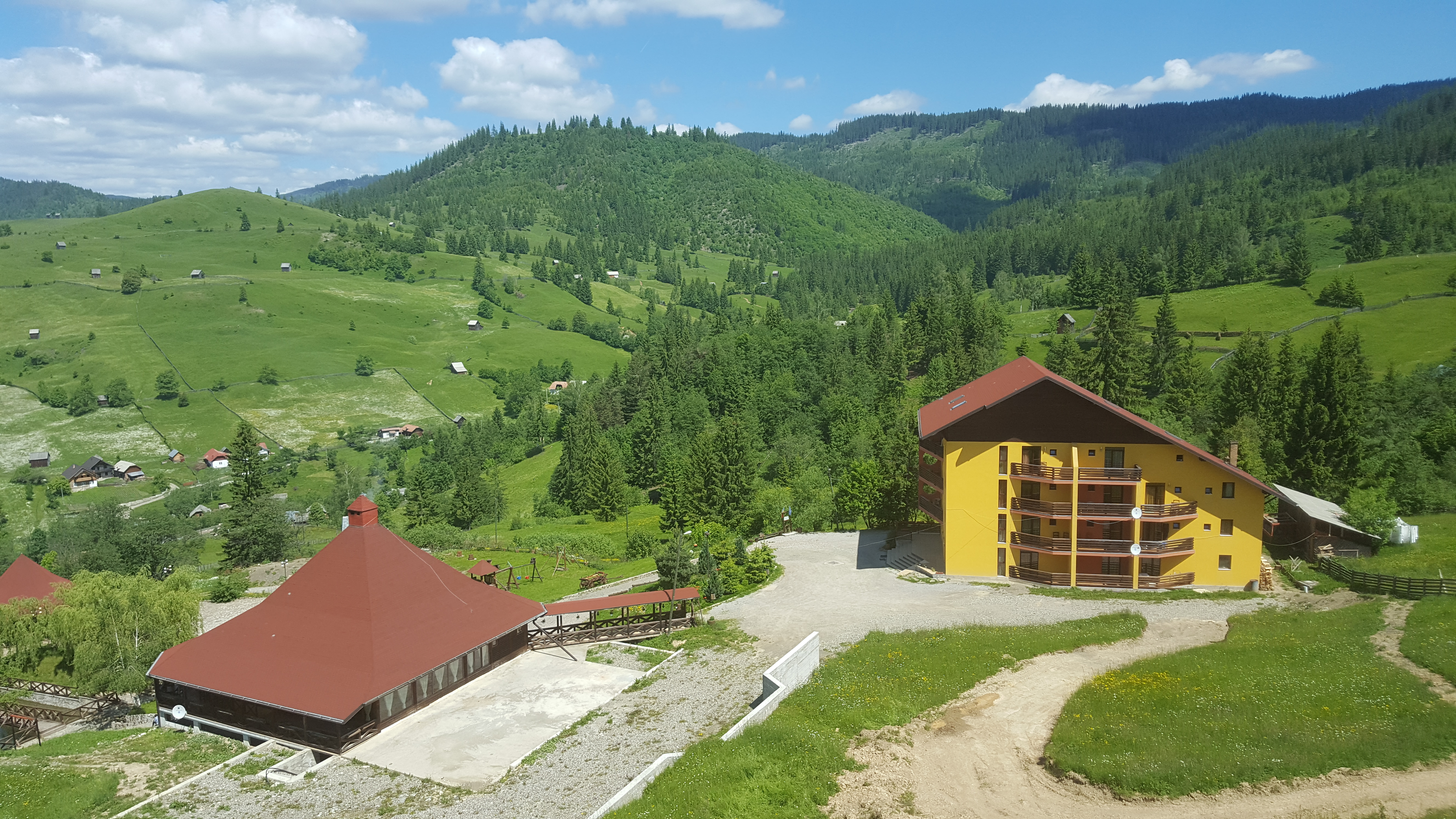

47°34′N 25°19′E / 47.567°N 25.317°E
薩多瓦鄉（羅馬尼亞語：Comuna Sadova, Suceava），是羅馬尼亞的鄉份，位於該國東北部，由蘇恰瓦縣負責管轄，面積68平方公里，海拔高度733米，2002年人口2,459，人口密度每平方公里36人。